# Bruce Buck
Bruce M. Buck là một luật sư người Mỹ và là đối tác quản lý sáng lập chi nhánh công ty luật Skadden, Arps, Slate, Meagher & Flom trụ sở tại Luân Đôn. Ông cũng là Chủ tịch của Chelsea Football Club. Ông hoạt động trong lĩnh vực mua bán và sáp nhập, các dự án tài chính và thị trường vốn ở châu Âu.

## Sự nghiệp
Bruce Buck được hành nghề luật ở châu Âu từ năm 1983. He ông rời New York tới Anh năm 1983 trong hai hoặc ba năm với công ty luật trước đó của ông White & Case. Năm năm sau ông được săn đón bởi chuyên gia M&A Skadden Arps để xây dựng lại thị trường châu Âu của công ty và làm việc từ đó tới nay.
Việc Buck có sự liên quan tới Chelsea bắt nguồn thông qua vị trí của ông với tư cách người đứng đầu công ty luật Mỹ Skadden, Arps, Slate, Meagher & Flom ở châu Âu. Skadden Arps chuyên trong các vụ sáp nhập, mua bán và giao dịch thị trường vốn và Buck là người đích thân thực hiện các công việc pháp lý liên quan đến vụ mua bán của công ty Nga Siberian Oil (Sibneft), qua đó ông đến tư vấn cho tỉ phú người Nga Roman Abramovich, trước đây là cổ đông chính của Sibneft.
Vụ thu mua tất cả cổ phiếu của công ty niêm yết trên Sở giao dịch chứng khoán London Chelsea Village plc là bước đầu tiên của ông khi bước vào một câu lạc bộ bóng đá.